# KkStB 293 sorozat
A kkStB 293 sorozat egy  szertartályosgőzmozdony-sorozat volt az osztrák császári és Királyi Osztrák Államvasutaknál (k.k. österreichischeStaatsbahnen, kkStB).
A mozdonyokat 1888-ban szállította  a Krauss/Linz a Reichenberg-Gablonz-Tannwalder Eisenbahn (RGTE) számára. Ott az 5G és 6G pályaszámokat kapták. Az államosítás után a kkStB 9320 és 9321–re (második kiosztás) változtatta a pályaszámokat. 1905 után a pályaszámok 293.20-21-re változtak.
Az első világháború után a két mozdony a Csehszlovák Államvasutak tulajdonába került és ČSD,300.2 sorozatjelet kapott, valamint 01 és 02 pályaszámokat. A mozdonyokat 1928-ban, illetve 1937-ben selejtezték.

## Fordítás
Ez a szócikk részben vagy egészben  a   kkStB 293 című német Wikipédia-szócikk fordításán alapul.  Az eredeti cikk szerkesztőit annak laptörténete sorolja fel. Ez a jelzés csupán a megfogalmazás eredetét és a szerzői jogokat jelzi, nem szolgál a cikkben szereplő információk forrásmegjelöléseként.